# Bathytoma
Bathytoma es un género de gastrópodo de la familia Borsoniidae.

## Especies
- Bathytoma agnata Hedley & Petterd, 1906
- Bathytoma arbucklei Kilburn, 1986
- Bathytoma atractoides (Watson, 1881)
- Bathytoma badifasciata Puillandre, Sysoev, Olivera, Couloux & Bouchet, 2010
- † Bathytoma bartrumi Laws, 1939
- Bathytoma belaeformis (Sowerby III, 1903)
- Bathytoma bitorquata (Martens, 1901)
- Bathytoma boholica Parth, 1994
- Bathytoma carnicolor Puillandre, Sysoev, Olivera, Couloux & Bouchet, 2010
- † Bathytoma cataphracta Brocchi 1814
- Bathytoma consors Puillandre, Sysoev, Olivera, Couloux & Bouchet, 2010
- † Bathytoma coweorum Beu, 1970
- Bathytoma cranaos Puillandre, Sysoev, Olivera, Couloux & Bouchet, 2010
- † Bathytoma discors Powell, 1942
- Bathytoma engonia (Watson, 1881)
- Bathytoma episoma Puillandre, Sysoev, Olivera, Couloux & Bouchet, 2010
- † Bathytoma filaris (Marwick, 1931)
- † Bathytoma finlayi Laws, 1939
- Bathytoma fissa (Martens, 1901)
- Bathytoma formosensis Vera-Pelaez, 2004
- † Bathytoma fortinodosa (Marwick, 1931)
- Bathytoma gabrielae Bozzetti, 2006
- Bathytoma gordonlarki Tucker & Olivera, 2011
- † Bathytoma haasti Hutton 1877
- † Bathytoma hawera (Laws, 1940)
- Bathytoma hecatorgnia (Verco, 1907)
- Bathytoma hedlandensis Tippett & Kosuge, 1994
- Bathytoma helenae Kilburn, 1974
- † Bathytoma hokianga Laws, 1947
- Bathytoma lacertosus (Hedley, 1922)
- Bathytoma luehdorfi (Lischke, 1872)
- † Bathytoma media (Marwick, 1931)
- † Bathytoma mitchelsoni Powell, 1935
- Bathytoma mitrella (Dall, 1881)
- Bathytoma murdochi Finlay, 1930
- Bathytoma neocaledonica Puillandre, Sysoev, Olivera, Couloux & Bouchet, 2010
- Bathytoma netrion Puillandre, Sysoev, Olivera, Couloux & Bouchet, 2010
- † Bathytoma ngatapa (Marwick, 1931)
- † Bathytoma nonplicata
- Bathytoma oldhami (Smith E. A., 1899)
- † Bathytoma pacifica Squires 2001
- Bathytoma paratractoides Puillandre, Sysoev, Olivera, Couloux & Bouchet, 2010
- Bathytoma parengonia (Dell, 1956)
- † Bathytoma paucispiralis (Powell, 1942)
- † Bathytoma pergracilis (Marwick, 1931)
- † Bathytoma praecisa (Marwick, 1931)
- † Bathytoma prior (Vella, 1954)
- † Bathytoma proavita (Powell, 1942)
- Bathytoma prodicia Kilburn, 1986
- Bathytoma profundis (Laseron, 1954)
- Bathytoma punicea Puillandre, Sysoev, Olivera, Couloux & Bouchet, 2010
- Bathytoma regnans Melvill, 1918
- Bathytoma solomonensis Puillandre, Sysoev, Olivera, Couloux & Bouchet, 2010
- Bathytoma somalica Ardovini, 2015
- Bathytoma stenos Puillandre, Sysoev, Olivera, Couloux & Bouchet, 2010
- † Bathytoma tenuineta (Marwick, 1931)
- Bathytoma tippetti Vera-Peláez, 2004
- Bathytoma tuckeri Vera-Peláez, 2004
- Bathytoma viabrunnea (Dall, 1889)
- Bathytoma virgo (Okutani, 1966)
- Bathytoma visagei Kilburn, 1973
- † Bathytoma wairarapaensis Vella, 1954

Especies que ahora son sinónimos
- Bathytoma biconica Hedley, 1903: sinónimo de Benthofascis biconica (Hedley, 1903)
- Bathytoma colorata Sysoev & Bouchet, 2001: sinónimo de Gemmuloborsonia colorata (Sysoev & Bouchet, 2001)
- † Bathytoma condonana F.M. Anderson & B. Martin, 1914: sinónimo de Megasurcula condonana (F.M. Anderson & B. Martin, 1914)
- † Bathytoma excavata Suter, 1917: sinónimo de  † Austrotoma excavata (Suter, 1917)
- Bathytoma sulcata excavata Suter, 1917 sinónimo de  † Austrotoma excavata (Suter, 1917)
- Bathytoma gratiosa Suter, 1908: sinónimo de Fenestrosyrinx gratiosa (Suter, 1908), ahora es un sinónimo de Taranis gratiosa (Suter, 1908)
- Bathytoma sarcinula Hedley, 1905: sinónimo de Benthofascis sarcinula (Hedley, 1905)
- Bathytoma tremperiana (Dall, 1911): sinónimo de Megasurcula tremperiana (Dall, 1911)
- Bathytoma tremperiana Dall, 1911: sinónimo de Megasurcula carpenteriana (Gabb, 1865)